# Мезон (Кальвадос)
Мезо́н (фр. Maisons) — коммуна во Франции, находится в регионе Нижняя Нормандия. Департамент коммуны — Кальвадос. Входит в состав кантона Тревьер. Округ коммуны — Байё.
Код INSEE коммуны — 14391.

## Население
Население коммуны на 2010 год составляло 396 человек.
| 1962 | 1968 | 1975 | 1982 | 1990 | 1999 | 2010 |
| ---- | ---- | ---- | ---- | ---- | ---- | ---- |
| 288  | 271  | 269  | 308  | 347  | 320  | 396  |

## Экономика
В 2010 году среди 254 человек трудоспособного возраста (15—64 лет) 181 были экономически активными, 73 — неактивными (показатель активности — 71,3 %, в 1999 году было 69,7 %). Из 181 активных жителей работали 171 человек (95 мужчин и 76 женщин), безработных было 10 (5 мужчин и 5 женщин). Среди 73 неактивных 19 человек были учениками или студентами, 40 — пенсионерами, 14 были неактивными по другим причинам.